# Merone
Merone ist eine norditalienische Gemeinde (comune) in der Provinz Como in der Lombardei. 

## Lage und Einwohner
Die Gemeinde Merone liegt 16 Kilometer südöstlich von der Provinzhauptstadt Como und etwa 42 Kilometer nördlich von Mailand und grenzt an die Provinz Lecco. Zusammen mit der Fraktion Moiana hat die Gemeinde 4057 Einwohner (Stand 31. Dezember 2023) 
Die Nachbargemeinden sind Costa Masnaga, Erba, Eupilio, Lambrugo, Lurago d’Erba, Monguzzo und Rogeno. 

## Gemeindepartnerschaften
Merone unterhält eine Partnerschaft mit der französischen Gemeinde Noyarey im Département Isère.

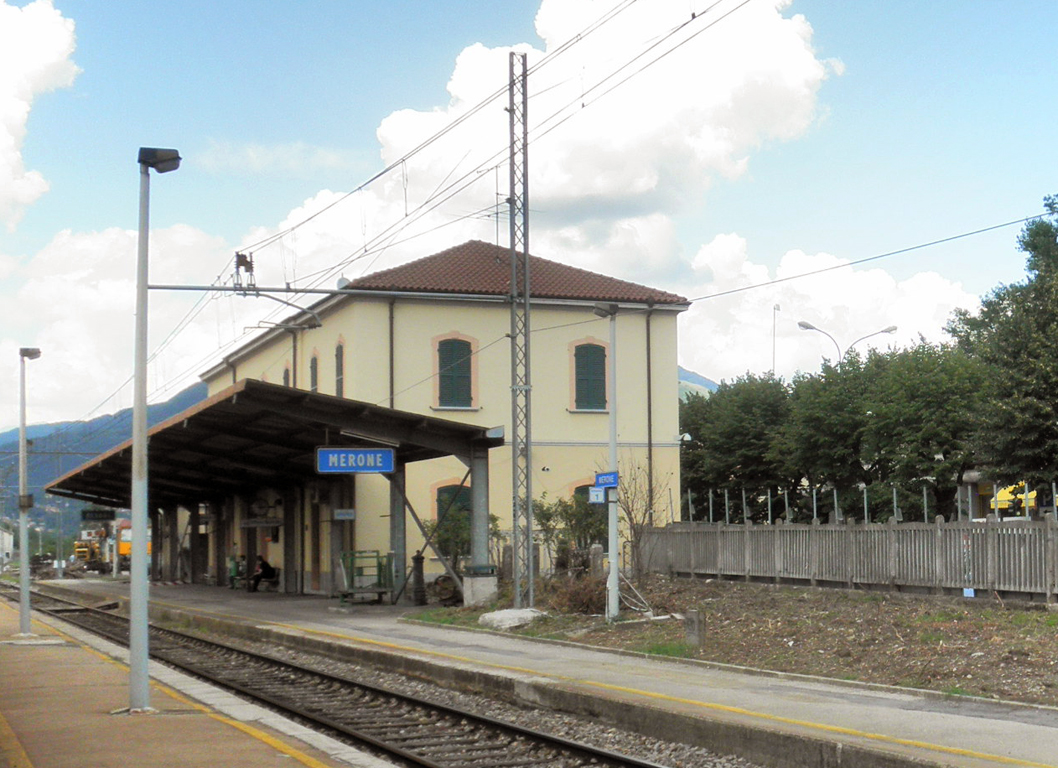
Bahnhof Merone

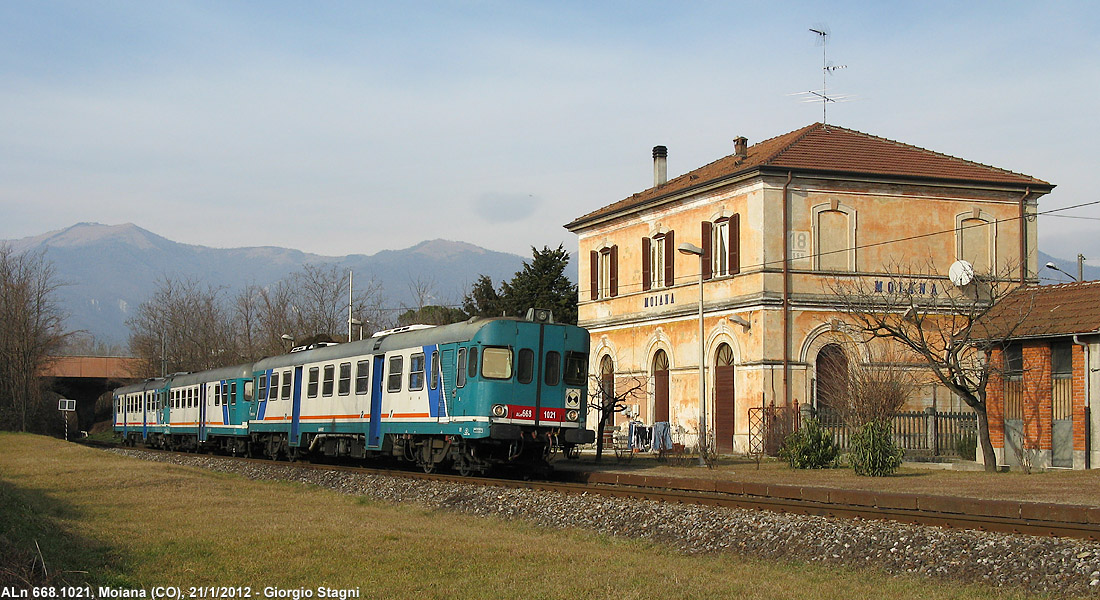
Bahnhof Moiana

## Sehenswürdigkeiten
- Pfarrkirche Santi Giacomo e Filippo (1926)[2]
- Kirche Madonna del Rosario di Pompei (17. Jahrhundert)[3]
- Kirche Santa Caterina da Siena (16. Jahrhundert)[4]
- Kirche San Francesco d’Assisi (1628)[5]